# 26e Europese Filmprijzen
De 26e uitreiking van de Europese Filmprijzen waarbij prijzen werden uitgereikt in verschillende categorieën voor Europese films vond plaats op 7 december 2013 in Berlijn. De ceremonie werd gepresenteerd door Anke Engelke. De prijs voor de hele carrière ging naar Catherine Deneuve en Pedro Almodóvar werd gevierd voor zijn bijdrage aan de wereldcinema.

## Nominaties en winnaars
De nominaties werden op 4 november 2013 bekendgemaakt.

#### Beste film
- La grande bellezza
  - The Broken Circle Breakdown
  - La migliore offerta
  - Blancanieves
  - Oh Boy
  - La vie d'Adèle

#### Beste regisseur
- Paolo Sorrentino — La grande bellezza
  - Pablo Berger — Blancanieves
  - Abdellatif Kechiche — La vie d'Adèle
  - François Ozon — Dans la maison
  - Giuseppe Tornatore — La migliore offerta
  - Felix Van Groeningen — The Broken Circle Breakdown

#### Beste actrice
- Veerle Baetens — The Broken Circle Breakdown
  - Luminița Gheorghiu — Poziția copilului
  - Keira Knightley — Anna Karenina
  - Barbara Sukowa — Hannah Arendt
  - Naomi Watts — The Impossible

#### Beste acteur
- Toni Servillo — La grande bellezza
  - Johan Heldenbergh — The Broken Circle Breakdown
  - Jude Law — Anna Karenina
  - Fabrice Luchini — Dans la maison
  - Tom Schilling — Oh Boy

#### Beste scenario
- François Ozon — Dans la maison
  - Paolo Sorrentino en Umberto Contarello — La grande bellezza
  - Tom Stoppard — Anna Karenina
  - Giuseppe Tornatore — La migliore offerta
  - Felix Van Groeningen en Carl Joos — The Broken Circle Breakdown

#### Beste cinematografie
- Asaf Sudry – Fill the Void (למלא את החלל)

#### Beste montage
- Cristiano Travaglioli – La grande bellezza

#### Beste productie design
- Sarah Greenwood – Anna Karenina

#### Beste filmmuziek
- Ennio Morricone – La migliore offerta

#### Beste documentaire
- The Act of Killing (Jagal)
  - L'Escale
  - L'Image manquante

#### Beste animatiefilm
- The Congress (כנס העתידנים)
  - Jasmine
  - Pinocchio

#### Beste debuutfilm
- Oh Boy
  - Äta sova dö
  - Call Girl
  - Miele
  - The Plague

#### Beste kortfilm
- Dood van een schaduw
  - Cut
  - Butter Lamp
  - House with small windows
  - Letter
  - Mistery
  - Morning
  - The Waves
  - Orbit Ever After
  - Jump
  - Sunday 3
  - A Story For The Modlins
  - Tough I Know The River Is Dry
  - Nuclear Waste
  - Zima

#### Publieksprijs
- La Cage dorée
  - The Broken Circle Breakdown
  - Los amantes pasajeros
  - Anna Karenina
  - La migliore offerta
  - The Impossible
  - Kon-Tiki
  - Den skaldede frisør
  - Oh Boy
  - Searching for Sugar Man
  - The Deep (Djúpið)